# Harpactirella treleaveni
Espèce
Harpactirella treleaveni est une espèce d'araignées mygalomorphes de la famille des Theraphosidae.

## Distribution
Cette espèce est endémique du Cap-Occidental en Afrique du Sud,.

## Description
Le mâle holotype mesure 16,5 mm et la femelle paratype mesure 21,5 mm.

## Étymologie
Cette espèce est nommée en l'honneur de F. Treleaven.

## Publication originale
- Purcell, 1902 : On the South African Theraphosidae or "Baviaan" spiders, in the collection of the South African Museum. Transactions of the South African Philosophical Society, vol. 11, p. 319-347 (texte intégral).